# Raglan (Nowa Zelandia)
Raglan (maor. Whaingaroa) – miasto w Nowej Zelandii. Położone w zachodniej części Wyspy Północnej, w regionie Waikato, 2611 mieszkańców. (dane szacunkowe – styczeń 2010).